# Oberführer

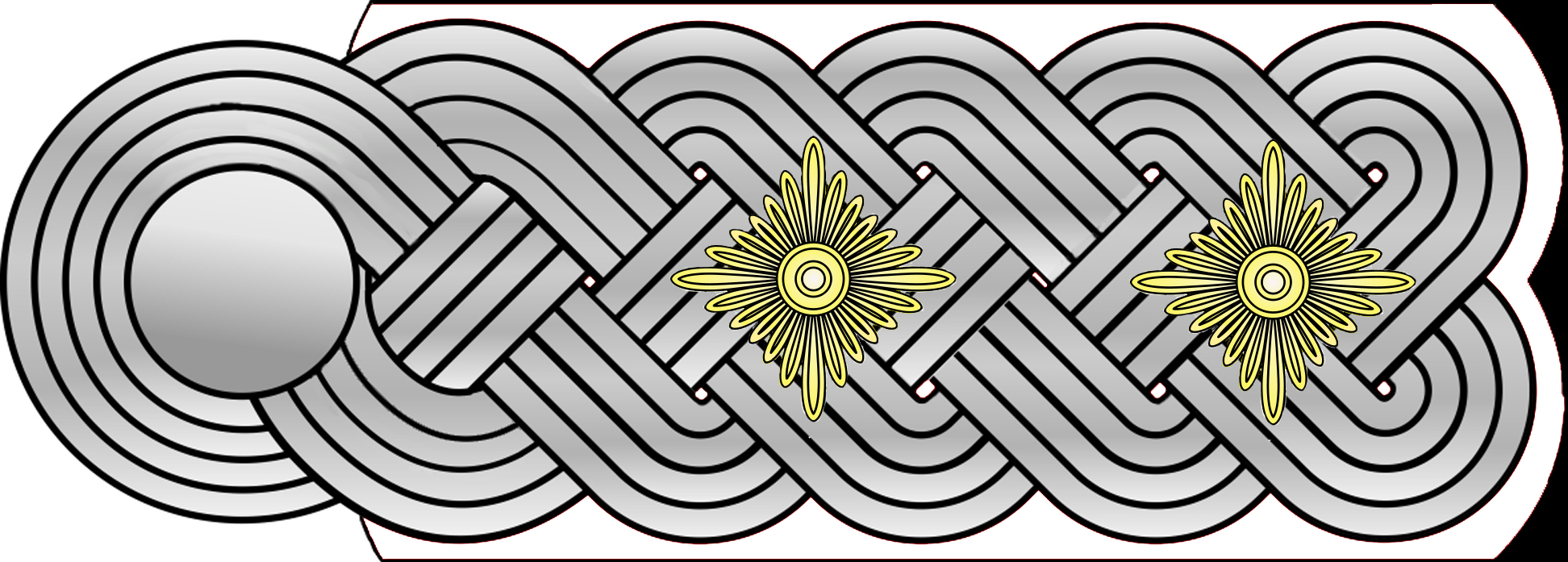
Galón de SS-oberführer, también usado para el rango subalterno de SS-standartenführer.

Emblema de cuello para los SS-oberführer, válido entre 1942 y 1945.

Oberführer era un grado militar de los primeros tiempos del Partido Nacionalsocialista Obrero Alemán que data de 1921. Un oberführer era en principio típicamente un miembro del partido nazi a cargo de un grupo de unidades paramilitares en una región geográfica particular. A partir de 1921 a 1925, el grado de oberführer fue utilizado como título honorífico en las Sturmabteilung (SA), pero se convirtió en un rango real de las SA después de 1926.

## Historia
El oberführer era también un rango militar dentro de las Schutzstaffel (SS), establecido en 1925, como grado para los oficiales de las SS a cargo de un SS-gau (distrito de las SS) en Alemania. En 1930, las SS fueron reorganizadas formando parte de las SS-gruppen (grupos de las SS) y SS-brigaden (brigadas de las SS), en cuyo caso los oberführers llegaron a estar subordinados a su superior inmediato, llamado brigadeführer.
Hacia 1932, el oberführer ya tenía una rango establecido dentro de las SS y de las SA y era considerado en principio el primer grado como general, cuestión que posteriormente cambió con la nueva ampliación del generalato de las SS. Este grado aproximadamente podría ser el equivalente a un general de brigada en algunos otros ejércitos extranjeros, aunque dicha asimilación es discutible al no tener equivalencia en el ejército alemán de la época. Sin embargo, con más precisión su equivalencia era la de un brigadier, es decir un coronel mayor con atribuciones y mando de general. 

### Forma
Los oberführers llevaban dos hojas de roble en la insignia del collar de su uniforme, junto con los galones trenzados de los hombros similares a un standartenführer (coronel), aunque con las solapas de cuello propias de los generales alemanes en aquella época curiosamente.

### Cambios del nombre
En 1938, el estatus de los SS-oberführer comenzó a cambiar con el ascenso del SS-verfügungstruppe. Un brigadeführer tenía igual clasificación que un mayor general (general de brigada en otras naciones), y el standartenführer el de un oberst (coronel). El oberführer no tenía ningún equivalente militar en el ejército regular el (Heer), por lo que rápidamente se promocionó a personas que tenían el grado de standartenführer (coronel). Esta distinción continúa siendo discutida por historiadores, ya que algunos textos se refieren al oberführer como un grado superior al de coronel, mientras que otros indican que tiene un equivalente militar al de general de brigada, empero otros lo mencionan como un brigadier, en consecuencia un coronel con facultades de general, aunque sin tener el reconocimiento formal como tal. 

## Componentes del rango más destacados
Uno de los más famosos oberführer fue Julian Scherner, inmortalizado en la película La lista de Schindler como el frío y calculador líder de las SS, y de la policía de Varsovia. Emil Maurice, el fundador real de las SS en 1925, también obtuvo el rango de oberführer.
- Datos: Q157476
- Multimedia: Rank badges of SS Oberführer / Q157476